# Lepidochrysops koaena
Lepidochrysops koaena är en fjärilsart som beskrevs av Embrik Strand 1911. Lepidochrysops koaena ingår i släktet Lepidochrysops och familjen juvelvingar. Inga underarter finns listade i Catalogue of Life.